# Pommer
Pommer o bombarba (francès hautbois; italià bombardo, bombardone) descriu l'alto, tenor, baix i contrabaix, membres de la família de la xeremia, que són similars quant a la seva funció al corn anglès, oboè baix, fagot i contrafagot, tot i que l'avantpassat directe de la família del fagot era el baixó.

## Història
El nom "pommer" va sorgir a Alemanya, era el nom de l'artilleria, l'instrument era gran i potent pel que fa al so. La família de la xeremia era el conjunt prototípic, es van construir set mides de pommers, del soprano alt al baix contrabaix, i també uns conjunts de xeremies de doble llengüeta que tenien un so ple i equilibrat. Aquests instruments van ser populars per ser tocats als exteriors i a les cerimònies, fins que no arribà la família de l'oboè, molt més refinada, fets per les famílies Philidor i Hotteterre a França a mitjans del segle xvii. No s'ha de confondre la família del cromorne amb la del cromorn, aquesta segona era d'uns instruments de tipus transicional que es van continuar tocant després d'aparèixer l'oboè, l'oboè tenor i el fagot. El cromorne baix podia ser una descendència "espiritual" del pommer baix, i el seu to potent i similar al d'un orgue només el podem trobar i sentir, sembla ser, en dos enregistraments de música barroca francesa, a càrrec de Jeremie Papasergio.
La diferència principal que podem veure entre els instruments medievals i aquells de la nostra orquestra actual és que han evolucionat cap a una sola mida. En els pommers no s'havia fet cap intent de doblegar el tub, la seva longitud, similar a la d'un tub d'orgue de la mateixa afinació, el tornava feixuc per a la posició oblicua que mantenia respecte l'intèrpret.[1]
El pommer contrabaix podia tenir 2,7 metres de llargada sense comptar amb el tudell i la llengüeta que, al final, es van doblegar cap avall. Tenia cinc forats i cinc claus al cos; per a facilitar el tapament dels forats amb els dits, aquests es perforaven de manera oblicua al tub. Tenia una extensió de dues octaves.[1]